# Arcola Theatre
L'Arcola Theatre è un teatro londinese sito nel quartiere di Hackney. Il teatro fu fondato nel 2000 e da allora ha ospitato numerosi allestimenti di opere di prosa, musical e opere liriche.

## Storia
Da allora vi sono state portate in scena produzioni di classici del teatro come Peer Gynt (2003) e Lisistrata (2005), opere teatrali originali come Kenny Morgan (2015) e le prime britanniche di alcuni musical, tra cui Sweet Smell of Success di Marvin Hamlisch (2012) e Little Miss Sunshine (2019).